# Генієвський Сергій Іванович
Генієвський Сергій Іванович — бригадир комплексної бригади гірників очисного вибою ДАТ «Шахта ім. М. В. Фрунзе» ВО «Ровенькиантрацит»; депутат Луганської облради (з 04.2006). Заслужений шахтар України. Герой України.

## Біографія
Народився 19 червня 1958 в с. Пролетарське Луганської області.
Закінчив Ровеньківський гірничий технікум.
У березні 2006 року був кандидатом в нардепи України від Партії регіонів, № 354 в списку. На час виборів був бригадиром комплексної бригади гірничоробітників очисного вибою шахти імені Фрунзе державного підприємства «Ровенькиантрацит», член Партії регіонів.
Квітень 2002 — кандидат в нардепи України від КПРС, № 1 в списку. На час виборів: бригадир очисного вибою шахти ім. Фрунзе (Ровеньки), безпартійний.
Служив а армії. Працював гірником очисного вибою, з 1991 — бригадир комплексної бригади гірників очисного вибою шахти ім. Фрунзе ВО «Ровенькиантрацит».

## Нагороди
- Заслужений шахтар України. Герой України (з врученням ордена Держави, 21.08.1999).
- Знаки «Шахтарська слава» III, II, I ст.,
- «Шахтарська доблесть» I ст.
- Медаль «За трудову доблесть».